# К Лесбии, о поцелуях
«К Лесбии, о поцелуях» — условное название двух стихотворений римского поэта Гая Валерия Катулла, включённых в состав посмертного сборника («Книги Катулла Веронского») под номерами 5 и 7. Автор обращается к своей возлюбленной по имени Лесбия, предлагая предаться любовным утехам, так как жизнь слишком коротка. Ключевое для этих стихотворений слово — «поцелуй» (лат. basium). Позже это слово-провинциализм, которое в классической латыни не использовалось, стало общепринятым и перешло затем во все романские языки.
Марциал пишет: «…Сколько Катулл умолял дать Лесбию, я не считаю: / Жаждет немногого тот, кто в состояньи считать!».
Советский антиковед М. Гаспаров охарактеризовал главную тему стихотворений как «ликование безмятежного сладострастия».